# 珉谷街道
珉谷街道，是中华人民共和国贵州省黔西南布依族苗族自治州贞丰县下辖的一个街道办事处。
2013年11月16日，贵州省人民政府批复同意撤销珉谷镇建制，以原珉谷镇金都社区、兴隆社区、旗洋社区、白腊社区、大碑社区、纳尧村、纳山村、对家寨村、顶肖村、河堡村等10个村（社区）地域为珉谷街道行政区域，街道办事处驻金都社区。

## 行政区划
珉谷街道下辖以下地区：
左旗村、菜园村、塔山村、阴滩村、白腊村、纳妹村、对家寨村、纳山村、纳尧村、大碑村、顶肖村、河堡村、纳马村、俄田村、纳么村、牛坪村、中坝村和坡旗村。